# ليستير برونسون
ليستير برونسون هو سياسي أمريكي، ولد في 23 ديسمبر 1905، وتوفي في 24 يناير 1972. انتخب عضو مجلس نواب ألاسكا ‏.